# Serley
Serley é uma comuna francesa na região administrativa de Borgonha-Franco-Condado, no departamento Saône-et-Loire. Estende-se por uma área de 22,3 km². Em 2010 a comuna tinha 614 habitantes (densidade: 27,5 hab./km²).